# IDM-Saison 2007

Logo der Internationalen Deutschen Motorradmeisterschaft.

Bei der Internationalen Deutschen Motorradmeisterschaft 2007 wurden Titel in den Klassen IDM Superbike, IDM Supersport, IDM 125 und IDM Sidecar vergeben.
Bei den Superbikes wurden 16, in der Supersport-Klasse 13, in der 125-cm³-Klasse und bei den Sidecars je acht Rennen ausgetragen.

## Punkteverteilung
Meister wurde derjenige Fahrer beziehungsweise der Hersteller, der bis zum Saisonende die meisten Punkte erzielt hatte. Bei der Punkteverteilung wurden die Platzierungen im Gesamtergebnis des jeweiligen Rennens berücksichtigt. Die fünfzehn erstplatzierten Fahrer jedes Rennens erhielten Punkte nach folgendem Schema:
| Punkteverteilung | Punkteverteilung | Punkteverteilung | Punkteverteilung | Punkteverteilung | Punkteverteilung | Punkteverteilung | Punkteverteilung | Punkteverteilung | Punkteverteilung | Punkteverteilung | Punkteverteilung | Punkteverteilung | Punkteverteilung | Punkteverteilung | Punkteverteilung |
| ---------------- | ---------------- | ---------------- | ---------------- | ---------------- | ---------------- | ---------------- | ---------------- | ---------------- | ---------------- | ---------------- | ---------------- | ---------------- | ---------------- | ---------------- | ---------------- |
| Platz            | 1                | 2                | 3                | 4                | 5                | 6                | 7                | 8                | 9                | 10               | 11               | 12               | 13               | 14               | 15               |
| Punkte           | 25               | 20               | 16               | 13               | 11               | 10               | 9                | 8                | 7                | 6                | 5                | 4                | 3                | 2                | 1                |

In die Wertung kamen alle erzielten Punkte. Bei weniger als 50 %, jedoch mehr als 25 % der Gesamtrundenzahl gab es nur die halbe Punkteanzahl. Unter 25 % der Gesamtrundenzahl gab es keine Punkte.

## Superbike

### Rennergebnisse
|   | Datum  | Strecke              | Pole-Position      | Lauf | Platz 1         | Platz 2            | Platz 3            | Schn. Rennrunde    |
| - | ------ | -------------------- | ------------------ | ---- | --------------- | ------------------ | ------------------ | ------------------ |
| 1 | 29.04. | EuroSpeedway Lausitz | Kai-Børre Andersen | 1    | Andreas Meklau  | Kai-Børre Andersen | Roman Stamm        | Kai-Børre Andersen |
| 1 | 29.04. | EuroSpeedway Lausitz | Kai-Børre Andersen | 2    | Jörg Teuchert   | Andreas Meklau     | Roman Stamm        | Jörg Teuchert      |
| 2 | 20.05. | Oschersleben         | Martin Bauer       | 1    | Martin Bauer    | Kai-Børre Andersen | Roman Stamm        | Martin Bauer       |
| 2 | 20.05. | Oschersleben         | Martin Bauer       | 2    | Martin Bauer    | Kai-Børre Andersen | Max Neukirchner    | Max Neukirchner    |
| 3 | 03.06. | Assen                | Max Neukirchner    | 1    | Martin Bauer    | Roman Stamm        | Jörg Teuchert      | Max Neukirchner    |
| 3 | 03.06. | Assen                | Max Neukirchner    | 2    | Max Neukirchner | Martin Bauer       | Kai-Børre Andersen | Martin Bauer       |
| 4 | 24.06. | Nürburgring          | Werner Daemen      | 1    | Martin Bauer    | Werner Daemen      | Kai-Børre Andersen | Werner Daemen      |
| 4 | 24.06. | Nürburgring          | Werner Daemen      | 2    | Martin Bauer    | Jörg Teuchert      | Stefan Nebel       | Werner Daemen      |
| 5 | 08.07. | Salzburgring         | Jörg Teuchert      | 1    | Max Neukirchner | Martin Bauer       | Werner Daemen      | Martin Bauer       |
| 5 | 08.07. | Salzburgring         | Jörg Teuchert      | 2    | Max Neukirchner | Jörg Teuchert      | Martin Bauer       | Max Neukirchner    |
| 6 | 05.08. | Schleizer Dreieck    | Michael Schulten   | 1    | Martin Bauer    | Kai-Børre Andersen | Andreas Meklau     | Kai-Børre Andersen |
| 6 | 05.08. | Schleizer Dreieck    | Michael Schulten   | 2    | Andreas Meklau  | Kai-Børre Andersen | Martin Bauer       | Kai-Børre Andersen |
| 7 | 02.09. | Most                 | Andreas Meklau     | 1    | Andreas Meklau  | Kai-Børre Andersen | Jörg Teuchert      | Werner Daemen      |
| 7 | 02.09. | Most                 | Andreas Meklau     | 2    | Dominic Lammert | Jörg Teuchert      | Stefan Nebel       | Dominic Lammert    |
| 8 | 16.09. | Hockenheimring       | Kai-Børre Andersen | 1    | Martin Bauer    | Werner Daemen      | Arie Vos           | Werner Daemen      |
| 8 | 16.09. | Hockenheimring       | Kai-Børre Andersen | 2    | Werner Daemen   | Kai-Børre Andersen | Jörg Teuchert      | Jimmy Lindström    |

### Fahrerwertung
| 1  | Martin Bauer            | Honda CBR 1000 RR     | Holzhauer Racing Promotion HRP | 293 |
| 2  | Kai-Børre Andersen      | Honda CBR 1000 RR     | alpha Technik Van Zon Honda    | 204 |
| 3  | Andreas Meklau          | Suzuki GSX-R 1000     | Suzuki International Europe    | 199 |
| 4  | Jörg Teuchert           | MV Agusta F 1000 R    | Inghart MV Agusta              | 190 |
| 5  | Werner Daemen           | Honda CBR 1000 RR     | alpha Technik Van Zon Honda    | 188 |
| 6  | Stefan Nebel            | Suzuki GSX-R 1000     | Schäfer-Yoshimura-Suzuki       | 183 |
| 7  | Dominic Lammert         | Suzuki GSX-R 1000     | bwin Racing                    | 151 |
| 8  | Roman Stamm             | Suzuki GSX-R 1000     | Suzuki International Europe    | 139 |
| 9  | Max Neukirchner         | Suzuki GSX-R 1000     | Suzuki International Europe    | 101 |
| 10 | Michael Schulten        | Kawasaki Ninja ZX-10R | Kawasaki sP                    | 88  |
| 11 | Mattias von Hammerstein | Suzuki GSX-R 1000     | Shell Advance Racing Team Rein | 79  |
| 12 | Markus Wegscheider      | Suzuki GSX-R 1000     | Hertrampf Racing / Suzukiplus  | 60  |
| 13 | Marco Eismann           | MV Agusta F 1000 R    | Inghart MV Agusta              | 54  |
| 14 | Paul Leuthard           | Yamaha YZF-R1         | Zweirad-Knoderer-Racing        | 44  |

| 15 | Oliver Skach     | Suzuki GSX-R 1000 | Hertrampf Racing / Suzukiplus  | 37 |
| 16 | Eric Willemssen  | Suzuki GSX-R 1000 | Schäfer-Yoshimura-Suzuki       | 37 |
| 17 | Carl Berthelsen  | Suzuki GSX-R 1000 | FLOOR-TEC Racing Team          | 35 |
| 18 | Allard Kerkhoven | Yamaha YZF-R1     |                                | 32 |
| 19 | Kari Vehniäinen  | Yamaha YZF-R1     | FLOOR-TEC Racing Team          | 30 |
| 20 | Normann Manz     | Suzuki GSX-R 1000 | Stengel Racing Team            | 26 |
| 21 | Steve Mizera     | Honda CBR 1000 RR | Holzhauer Racing Promotion HRP | 25 |
| 22 | Peter Preussler  | Suzuki GSX-R 1000 |                                | 19 |
| 23 | Jan Roar Ims     | Yamaha YZF-R1     |                                | 11 |
| 24 | Didier Grams     | Suzuki GSX-R 1000 | ADAC Sachsen e. V.             | 9  |
| 25 | Peter Politiek   | Suzuki GSX-R 1000 |                                | 3  |
| 26 | Paul Mooijman    | Suzuki GSX-R 1000 | Suzuki International Europe    | 2  |
| 27 | Leon Bovee       | Yamaha YZF-R1     |                                | 1  |

### Konstrukteurswertung
| 1 | Honda  | 586 |
| 2 | Suzuki | 513 |
| 3 | Yamaha | 104 |

## Supersport

### Wissenswertes
- Jürgen Fuchs startete auf dem Salzburgring und in Hockenheim als Ersatzfahrer für Rico Penzkofer.
- Herbert Kaufmann verlor beim letzten Lauf in Hockenheim den Sieg und Titel, nachdem er nachträglich von der Wertung des Rennens ausgeschlossen wurde. Den Titel bekam Sebastien Diss am grünen Tisch zugesprochen.

### Rennergebnisse
|   | Datum  | Strecke              | Pole-Position     | Lauf | Platz 1           | Platz 2             | Platz 3           | Schn. Rennrunde  |
| - | ------ | -------------------- | ----------------- | ---- | ----------------- | ------------------- | ----------------- | ---------------- |
| 1 | 29.04. | EuroSpeedway Lausitz | Sebastien Diss    | 1    | Herbert Kaufmann  | Sebastien Diss      | Rico Penzkofer    | Rico Penzkofer   |
| 1 | 29.04. | EuroSpeedway Lausitz | Sebastien Diss    | 2    | Rico Penzkofer    | Sebastien Diss      | Kim Phillip       | Rico Penzkofer   |
| 2 | 20.05. | Oschersleben         | Rico Penzkofer    | 1    | Vladimir Ivanov   | Herbert Kaufmann    | Sebastien Diss    | Vladimir Ivanov  |
| 2 | 20.05. | Oschersleben         | Rico Penzkofer    | 2    | Sebastien Diss    | Swen Ahnendorp      | Herbert Kaufmann  | Rico Penzkofer   |
| 3 | 03.06. | Assen                | Vladimir Ivanov   | 1    | Vladimir Ivanov   | Sébastien le Grelle | Kim Phillip       | Florian Kresse   |
| 4 | 24.06. | Nürburgring          | Philipp Hafeneger | 1    | Philipp Hafeneger | Günther Knobloch    | Herbert Kaufmann  | Günther Knobloch |
| 5 | 08.07. | Salzburgring         | Günther Knobloch  | 1    | Günther Knobloch  | Herbert Kaufmann    | Sebastien Diss    | Günther Knobloch |
| 5 | 08.07. | Salzburgring         | Günther Knobloch  | 2    | Günther Knobloch  | Herbert Kaufmann    | Sebastien Diss    | Günther Knobloch |
| 6 | 05.08. | Schleizer Dreieck    | Rico Penzkofer    | 1    | Rico Penzkofer    | Herbert Kaufmann    | Philipp Hafeneger | Rico Penzkofer   |
| 6 | 05.08. | Schleizer Dreieck    | Rico Penzkofer    | 2    | Rico Penzkofer    | Günther Knobloch    | Philipp Hafeneger | Rico Penzkofer   |
| 7 | 02.09. | Most                 | Rico Penzkofer    | 1    | Rico Penzkofer    | Vladimir Ivanov     | Sebastien Diss    | Vladimir Ivanov  |
| 7 | 02.09. | Most                 | Rico Penzkofer    | 2    | Vladimir Ivanov   | Sascha Hommel       | Rico Penzkofer    | Sascha Hommel    |
| 8 | 16.09. | Hockenheimring       | Vladimir Ivanov   | 1    | Günther Knobloch  | Sebastien Diss      | Philipp Hafeneger | Jürgen Fuchs     |

### Fahrerwertung
| 1  | Sebastien Diss      | Kawasaki ZX-6R      | BMR / Kawasaki Racing Team          | 189   |
| 2  | Günther Knobloch    | Yamaha YZF-R6       | Team Yamaha Sebring Austria         | 184,5 |
| 3  | Herbert Kaufmann    | Suzuki GSX-R 600    | Yoshimura-Schäfer-Motorsport        | 172   |
| 4  | Philipp Hafeneger   | Triumph Daytona 675 | Wilbers-Racing                      | 125,5 |
| 5  | Rico Penzkofer      | Triumph Daytona 675 | G-LAB Racing                        | 124   |
| 6  | Swen Ahnendorp      | Yamaha YZF-R6       | Ahnendorp Tuning                    | 115   |
| 7  | Kim Phillip         | Suzuki GSX-R 600    |                                     | 92    |
| 8  | Vladimir Ivanov     | Yamaha YZF-R6       | Vector-Racing-Team                  | 82,5  |
| 9  | Sascha Hommel       | Honda CBR 600 RR    | Honda HKM Racing Team               | 77    |
| 10 | Steven Michels      | Suzuki GSX-R 600    | Team Heuerbau-Schäfer Motorsport    | 68,5  |
| 11 | Pascal Eckhardt     | Yamaha YZF-R6       | RZT Racing                          | 61,5  |
| 12 | Michael Peh         | Suzuki GSX-R 600    | Moto-Eck-Racing Team                | 56,5  |
| 13 | Roman Raschle       | Kawasaki ZX-6R      | Kawasaki Schnock Team Shell Advance | 50    |
| 14 | Tage Solberg        | Yamaha YZF-R6       | Ahnendorp Tuning                    | 49    |
| 15 | Sébastien le Grelle | Honda CBR 600 RR    |                                     | 46    |
| 16 | Rigo Richter        | Honda CBR 600 RR    | Honda HKM Racing Team               | 44,5  |

| 17 | Lars Reichelt       | Kawasaki ZX-6R      | Kawasaki Schnock Team Shell Advance | 39  |
| 18 | Christian Kellner   | Triumph Daytona 675 | G-LAB Racing                        | 32  |
| 19 | Steven Tirsgaard    | Yamaha YZF-R6       | TH Motorsport                       | 30  |
| 20 | Meik Kevin Minnerop | Yamaha YZF-R6       | Conti Performance                   | 27  |
| 21 | Eki Kaulamo         | Yamaha YZF-R6       |                                     | 18  |
| 22 | Jürgen Fuchs        | Triumph Daytona 675 | G-LAB Racing                        | 15  |
| 23 | Thomas Harding      | Suzuki GSX-R 600    |                                     | 12  |
| 24 | Soren Lauridsen     | Suzuki GSX-R 600    |                                     | 11  |
| 25 | Marcin Kaldowski    | Yamaha YZF-R6       | Torn / Yamaha Laaks Racing          | 9,5 |
| 26 | Jan Jespersen       | Honda CBR 600 RR    |                                     | 7   |
| 27 | Florian Kresse      | Suzuki GSX-R 600    | bwin Racing                         | 5   |
| 28 | Kevin Wahr          | Yamaha YZF-R6       | Orange-Shark – DMV-Team             | 4   |
| 29 | Dirk Schnieders     | Yamaha YZF-R6       | Conti Performance                   | 3   |
| 30 | Markéta Janáková    | Suzuki GSX-R 600    | Suzuki International Europe         | 2   |
| 31 | Igor Kalab          | Yamaha YZF-R6       | RZT Racing                          | 1   |

## 125-cm³-Klasse

### Rennergebnisse
|   | Datum  | Strecke              | Pole-Position     | Lauf | Platz 1        | Platz 2          | Platz 3             | Schn. Rennrunde   |
| - | ------ | -------------------- | ----------------- | ---- | -------------- | ---------------- | ------------------- | ----------------- |
| 1 | 29.04. | EuroSpeedway Lausitz | Georg Fröhlich    | 1    | Georg Fröhlich | Marcel Schrötter | Toni Wirsing        | Georg Fröhlich    |
| 2 | 20.05. | Oschersleben         | Georg Fröhlich    | 1    | Georg Fröhlich | Toni Wirsing     | Sebastian Kreuziger | Georg Fröhlich    |
| 3 | 03.06. | Assen                | Blake Leigh-Smith | 1    | Georg Fröhlich | Marvin Fritz     | Patrick Unger       | Georg Fröhlich    |
| 4 | 24.06. | Nürburgring          | Robin Lässer      | 1    | Georg Fröhlich | Robin Lässer     | Patrick Unger       | Georg Fröhlich    |
| 5 | 08.07. | Salzburgring         | Jonas Folger      | 1    | Jonas Folger   | Georg Fröhlich   | Marvin Fritz        | Jonas Folger      |
| 6 | 05.08. | Schleizer Dreieck    | Toni Wirsing      | 1    | Toni Wirsing   | Marvin Fritz     | Eric Hübsch         | Marvin Fritz      |
| 7 | 02.09. | Most                 | Robin Lässer      | 1    | Georg Fröhlich | Toni Wirsing     | Blake Leigh-Smith   | Blake Leigh-Smith |
| 8 | 16.09. | Hockenheimring       | Robin Lässer      | 1    | Georg Fröhlich | Jonas Folger     | Robin Lässer        | Robin Lässer      |

### Fahrerwertung
| 1  | Georg Fröhlich       | Honda RS 125    | ABBINK BOS RACING                    | 170 |
| 2  | Toni Wirsing         | Honda RS 125    | Honda Team Schumann Reisen           | 100 |
| 3  | Marvin Fritz         | Honda RS 125    | Kiefer-BOS Sotin Racing              | 94  |
| 4  | Patrick Unger        | Aprilia RSW 125 | Team Sachsenring Motorrad Unger      | 90  |
| 5  | Marcel Schrötter     | Honda RS 125    |                                      | 74  |
| 6  | Eric Hübsch          | Aprilia RSW 125 | Team Sachsenring Motorrad Unger      | 74  |
| 7  | Robin Lässer         | Honda RS 125    | Kiefer-BOS Sotin Racing              | 70  |
| 8  | Blake Leigh-Smith    | Honda RS 125    |                                      | 61  |
| 9  | Sebastian Eckner     | Honda RS 125    | ADAC Sachsen Junior Team Freudenberg | 53  |
| 10 | Jonas Folger         | Honda RS 125    |                                      | 45  |
| 11 | Ernst Dubbink        | Honda RS 125    |                                      | 39  |
| 12 | Sebastian Kreuziger  | Aprilia RSW 125 | RZT Racing                           | 37  |
| 13 | Simon Reichenwallner | Aprilia RSW 125 | HKM Racing Team                      | 31  |

| 14 | Bastien Chesaux            | Aprilia RSW 125 | Mach Moto Academy                    | 29 |
| 15 | Daniel Puffe               | Aprilia RSW 125 | HKM Racing Team                      | 26 |
| 16 | Jasper Iwema               | Honda RS 125    | ABBINK BOS RACING                    | 25 |
| 17 | Michael van der Mark       | Honda RS 125    |                                      | 22 |
| 18 | Daniel Kartheininger       | Honda RS 125    | ADAC Sachsen Junior Team Freudenberg | 18 |
| 19 | Roy Pouw                   | Aprilia RSW 125 | Cool Rentals Racing / TH             | 14 |
| 20 | Joop Timmer                | Honda RS 125    | Jan Bakkers Auto's Elburg            | 14 |
| 21 | Frederik Karlsen           | Honda RS 125    | Estem Racing                         | 11 |
| 22 | Rob Verhoef                | Honda RS 125    | Stichting RV Racingteam              | 7  |
| 23 | Thomas Caiani              | Honda RS 125    | Marilley Motorcycle Racing Team      | 6  |
| 24 | Tobias Siegert             | Aprilia RSW 125 | ADAC Team Nordbayern e. V.           | 4  |
| 25 | Patrick van de Waarsenburg | Honda RS 125    |                                      | 3  |
| 26 | Kevin Valk                 | Honda RS 125    | Estem Racing                         | 3  |

## Gespanne

### Rennergebnisse
|   | Datum  | Strecke              | Pole-Position                         | Platz 1                               | Platz 2                           | Platz 3                               | Schn. Rennrunde                       |
| - | ------ | -------------------- | ------------------------------------- | ------------------------------------- | --------------------------------- | ------------------------------------- | ------------------------------------- |
| 1 | 29.04. | EuroSpeedway Lausitz | Markus Schlosser / Adolf Hänni        | Markus Schlosser / Adolf Hänni        | Mike Roscher / Michael Hildebrand | Harald Hainbucher / Peter Adelsberger | Markus Schlosser / Adolf Hänni        |
| 2 | 20.05. | Oschersleben         | Harald Hainbucher / Peter Adelsberger | Harald Hainbucher / Peter Adelsberger | Adrian Kornas / Alexander Stepien | Kurt Hock / Enrico Becker             | Harald Hainbucher / Peter Adelsberger |
| 3 | 03.06. | Assen                | Markus Schlosser / Adolf Hänni        | Harald Hainbucher / Peter Adelsberger | Johan Reuterholt / Mika Ikonen    | Markus Schlosser / Adolf Hänni        | Harald Hainbucher / Peter Adelsberger |
| 4 | 24.06. | Nürburgring          | Markus Schlosser / Adolf Hänni        | Markus Schlosser / Adolf Hänni        | Mike Roscher / Michael Hildebrand | Harald Hainbucher / Peter Adelsberger | Markus Schlosser / Adolf Hänni        |
| 5 | 08.07. | Salzburgring         | Markus Schlosser / Adolf Hänni        | Markus Schlosser / Adolf Hänni        | Mike Roscher / Michael Hildebrand | Michael Grabmüller / Bernd Grabmüller | Markus Schlosser / Adolf Hänni        |
| 6 | 05.08. | Schleizer Dreieck    | Markus Schlosser / Adolf Hänni        | Markus Schlosser / Adolf Hänni        | Mike Roscher / Michael Hildebrand | Adrian Kornas / Alexander Stepien     | Markus Schlosser / Adolf Hänni        |
| 7 | 02.09. | Most                 | Mike Roscher / Michael Hildebrand     | Markus Schlosser / Adolf Hänni        | Mike Roscher / Michael Hildebrand | Harald Hainbucher / Peter Adelsberger | Mike Roscher / Michael Hildebrand     |
| 8 | 16.09. | Hockenheimring       | Markus Schlosser / Adolf Hänni        | Mike Roscher / Michael Hildebrand     | Markus Schlosser / Adolf Hänni    | Uwe Göttlich / Johannes Koloska       | Markus Schlosser / Adolf Hänni        |

### Fahrerwertung
| 1 | Markus Schlosser  | Adolf Hänni                   | LCR Suzuki |                             | 161 |
| 2 | Harald Hainbucher | Peter Adelsberger             | RSR-Suzuki | Polizeisportverein Wels     | 134 |
| 3 | Mike Roscher      | Michael Hildebrand            | LCR Suzuki | ADAC Hessen-Thüringen e. V. | 125 |
| 4 | Adrian Kornas     | Alexander Stepien             | RSR        |                             | 82  |
| 5 | Peter Schröder    | Anna Burkard                  | LCR-Suzuki |                             | 79  |
| 6 | Kurt Hock         | Enrico Becker                 | Hock Honda |                             | 66  |
| 7 | Uwe Göttlich      | Johannes Koloska              | LCR Suzuki | ADAC Sachsen e. V.          | 64  |
| 8 | Konrad Brändle    | Michel Fritz bzw. Mike Helbig | LCR Suzuki |                             | 61  |
| 9 | Dieter Eilers     | Achim Freund                  | RSR Honda  |                             | 58  |

| 10 | Johan Reuterholt  | Mika Ikonen                           | ART Suzuki    |  | 47 |
| 11 | Jakob Rutz        | Rita Aeberli                          | LCR-Yamaha    |  | 44 |
| 12 | Stefan Kiser      | Stefan Näf bzw. Helmut Engelmann      | LCR Kawasaki  |  | 42 |
| 13 | Felix Bereuter    | Thomas Hofer                          | LCR Swissauto |  | 38 |
| 14 | Matthias Nagel    | Werner Knoof                          | LCR Suzuki    |  | 28 |
| 15 | Walter Röllin     | Priska Burkart                        | LCR-Yamaha    |  | 28 |
| 16 | Christian Ruppert | Ursula Ruppert                        | LCR-Suzuki    |  | 20 |
| 17 | Chris Baert       | Jens Wasiak                           | RCN           |  | 17 |
| 18 | Alfons Steffes    | Robert Liesenfeld bzw. Marcel Reimann | RSR           |  | 10 |

## Rahmenrennen
- Im Rahmen der Internationalen Deutschen Motorradmeisterschaft 2007 fanden 8 Rennen zum Yamaha R6-Dunlop Cup und 6 Rennen zum ADAC Junior Cup statt.